# Kingsbury (Teksas)
Kingsbury je naseljeno mjesto za statističke potrebe u američkoj saveznoj državi Teksas. Prema popisu stanovništva iz 2010. u njemu je živjelo 782 stanovnika.